# Cypripedium arietinum
Cypripedium arietinum é uma espécie de orquídea terrestre, família Orchidaceae, que habita que habita o centro e leste do Canadá e parte dos Estados Unidos da América.